# Вонгфонг (тайфун)
Тайфун «Вонгфонг» (англ. Typhoon Vongfong), також відомий на Філіппінах як Тайфун «Амбо» (англ. Typhoon Ambo) — сильний тропічний циклон, який вплинув на Філіппіни в травні 2020 року. Розпочавшись як тропічна депресія 10 травня на схід від Мінданао, «Вонгфонг» був першим штормом сезону тихоокеанських тайфунів 2020 року. 
Підготовка до тайфуну була ускладнена через триваючу пандемію COVID-19. Відкриті притулки довелося змінити, щоб відповідати вимогам охорони здоров’я та соціальному дистанціюванню. По всій території Філіппін тайфун завдав збитків приблизно на 1,57 мільярда рупій (50 мільйонів доларів США) і вбив п’ятьох людей.

## Метеорологічна історія

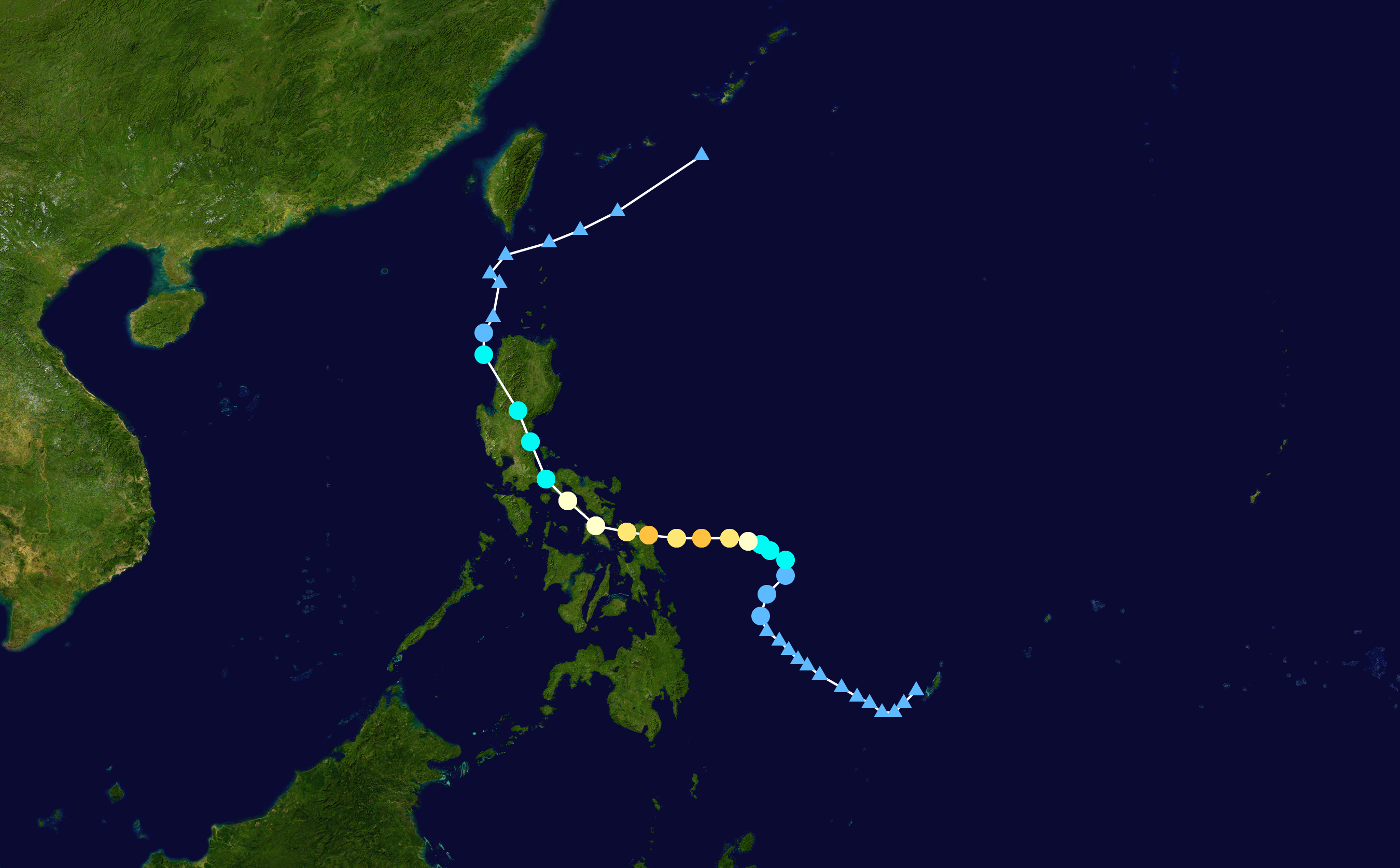
Карта шляху і інтенсивності Тайфуну Вонгфонг

На початку травня 2020 року область атмосферної конвекції почала формуватися приблизно в 545 км (340 милях) на південний-схід від Палау, розташована в середовищі, яке загалом сприяло формуванню тропічного циклону. Однак зсув вітру спочатку перешкоджав значному розвитку. Супутникові дані свідчать про наявність широкого циклонічного обертання  яке було позначено як Invest 95W JTWC. Комп’ютерні прогнозні моделі передбачали, що система буде рухатися повільно в напрямку північного-заходу. Циркуляція зберігалася протягом наступних днів і о 00:00  UTC 10 травня Японське метеорологічне агентство (JMA) визначило, що тропічна депресія розвинулася на схід від Мінданао, повільно просуваючись на захід. Пізніше того ж дня Філіппінське управління атмосферних, геофізичних і астрономічних служб (PAGASA) наслідувало цей приклад і оновило систему до тропічної депресії, давши їй назву Амбо для філіппінських інтересів; це був перший тропічний циклон у філіппінській зоні відповідальностіу 2020 році та перший у сезоні тихоокеанських тайфунів 2020 року. Того ж дня система JTWC опублікувала попередження про формування тропічного циклону (TCFA), зазначивши ранні ознаки розвитку дощової смуги. Незважаючи на послаблення через наявність сухого повітря, тепла температура поверхні моря, низький зсув вітру верхнього рівня сприяли подальшому розвитку шторму на ранніх стадіях, оскільки шторм керувався субтропічним хребтом. 12 травня тропічна депресія повільно просувалася на північ. О 12:00 UTC 12 травня JMA оновила систему до тропічного шторму, присвоївши їй назву Вонгфонг.

Сильний тропічний шторм Вонгфонг (Амбо) проходить через центральний Лусон, Філіппіни, 15 травня 2020 року.

Верхівки хмар Вонгфонга швидко охолоджувались і консолідувалися після того, як він перетворився на тропічний шторм, що свідчить про посилення циклону. Шторм також почав розвивати антициклональний потік і дощові смуги. Незабаром на супутникових зображеннях з'явилося чітке око, коли структура шторму стала організованішою, оточеною за хмарами, причому шторм рухався майже на захід у відповідь на субтропічний хребет, центр якого над Північними Маріанськими островами. О 06:00 UTC 13 травня JMA підвищив статус Вонгфонг до сильного тропічного шторму після чого через шість годин відбулося оновлення до статусу тайфуну. Око ставало все більш вираженим і скорочувалося до менш ніж 10 км (6 миль) у діаметрі, оскільки еволюція шторму стала наводити на думку про швидке посилення. JTWC оцінив 1-хвилинний постійний вітер 185 км/год (115 миль/год) о 21:00 UTC 13 травня незадовго до початку циклу заміни очної стінки; Через дев'ять годин JMA проаналізував Вонгфонг, щоб досяг 10-хвилинного тривалого вітру 155 км/год (100 миль/год) і барометричного тиску 960  гПа ( мбар ; 28,50  дюймів рт. ст.). Вонгфонг вийшов на сушу з такою інтенсивністю над Сан-Полікарпо, Східний Самар, о 04:15 UTC 14 травня. Структура шторму погіршилася через взаємодію з землею, коли він проходив Самар, в результаті чого око Вонгфонга розсіялося. Вонгфонг здійснив шість додаткових виходів на сушу, перетнувши решту Вісайських островів у Лусон: Далупірі, Капул, Тікао, Буріас, Сан-Андрес, Кесон ; і Реал, Кесон. Тривала взаємодія з землею спричинила ослаблення Вонгфонга, хоча шторм зберіг компактну циркуляцію на тлі сприятливих атмосферних умов. 15 травня Вонгфонг послабився нижче статусу тайфуну і почав рухатися на північний-захід навколо периферії субтропічного хребта. До 18:00 UTC того дня він ще більше ослаб до тропічного шторму. Центр перемістився від Лусона і наступного дня був зміщений через атмосферну конвекцію над Лусонською протокою. О 09:00 UTC 16 травня JTWC випустив останнє попередження щодо системи. Через дев'ять годин JMA знизило статус Вонгфонг до тропічної депресії. PAGASA оголосила, що Вонгфонг розсіявся 17 травня під час проходження над каналом Баші.

## Підготовка

Тайфун «Вонгфонг» обрушується на Сан-Полікарпо, Східний Самар, 14 травня 2020 р.

Попередження про сильні опади були викликані наближенням шторму до регіону Карага, Букіднон і Північне Давао 11 травня. [40] Наступного дня PAGASA закликала жителів почати готуватися до шторму, особливо в регіонах Бікол і Східні Вісаї та частини Лусона. Сигнал вітру тропічного циклону 1 був виданий агентством для частин Східного Самару та Північного Самару 13 травня; пізніше це було розширено, щоб включити частини регіону Біколь. Сигнал вітру тропічного циклону 3 був остаточно виданий для частин Бікола та Східних Вісайських островів 14 травня, коли Вонгфонг наблизився до берега.
Муніципальна влада порадила пошуково-рятувальним групам у місті Давао бути напоготові щодо можливих зсувів і повеней.  По всій провінції було евакуйовано щонайменше 35 000 осіб, із загалом очікується евакуація 80 000 осіб із сприйнятливих районів; проведено масову евакуацію в 15 населених пунктах і 3 містах. Через загрозу повені та можливі лахарні потоки з Майон 515 людей евакуйовано з Гінобатан в Албай. Рис та інші культури в провінції збирали рано, щоб підготуватися до шторму, що насувається. Одночасна пандемія COVID-19 на Філіппінах ускладнила логістику евакуації, зменшивши простір, доступний для евакуйованих; для дотримання правил соціального дистанціювання, які застосовуються в деяких притулках, евакуаційні притулки були заповнені наполовину, що вимагало більше евакуаційних центрів для розміщення біженців. Місткість кімнат у евакуаційних укриттях була обмежена до трьох сімей.  Кабіни, призначені для карантину COVID-19 у Булусані, Сорсогон, були перепрофільовані як кімнати для евакуації для тих, хто шукає притулку від тайфуну. У результаті використання шкіл як карантинних закладів для COVID-19 деякі школи не можна було використовувати як укриття для евакуації. Губернатор Сорсогона заборонив рух транспортних засобів у провінції по дорозі до Вісаїв або Мінданао. У Північному Самарі очікується евакуація 400 000 людей до невикористаних ізоляторів COVID-19; щонайменше 9700 евакуйованих в Північному Самарі до 14 травня. У притулках для надзвичайних ситуацій у Біколі розмістилися 145 000 евакуйованих. Органи місцевого самоврядування були змушені розпочати евакуацію Калабарсон. Берегова охорона Філіппін призупинила роботу вантажних суден і рибальські операції на всій території Філіппін. 14 травня було оголошено призупинення робіт у провінціях Північний Камаринес та Катандуанес, а також у Назі, Камарінес- Пур. Національна рада зі зменшення ризиків стихійних лих та управління ними (NDRRMC) підготувала матеріально-технічне забезпечення та 23 мільйони доларів США для надання допомоги у разі стихійних лих,  у той час як Департамент соціального забезпечення та розвитку перевозив товари допомоги до районів, які, як очікується, постраждали від Вонгфонг. Одна людина загинула в Олбаї в результаті ураження електричним струмом від дроту до того, як Вонгфонг зійшов на сушу.

## Наслідки

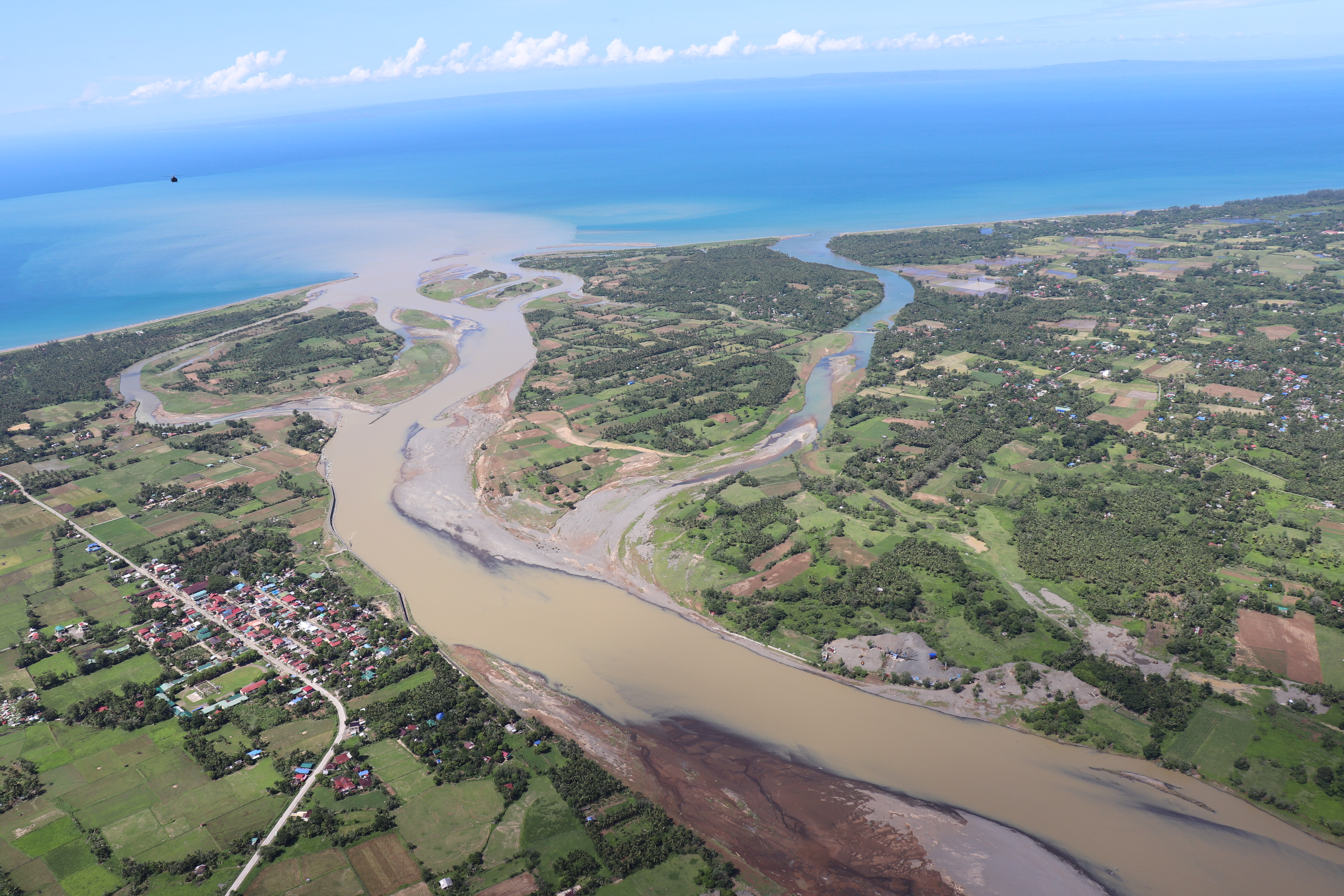
Річка Агос після тайфуну Вонгфонг

Тайфун спричинив сильні дощі в деяких провінціях 13 травня, спричинивши повінь у Коронадалі. Перебої в електропостачанні вплинули на Східний Самар, порушивши комунікації в кількох містах. Сильний вітер пошкодив слабші будинки та рибальські човни та повалив дерева, заблокувавши дороги, що з’єднують Східний Самар і Самар. У п'яти містах пошкоджено будинки та центри евакуації. Обвалився дах евакуаційного сховища, і одна людина загинула, шукаючи сховку після удару осколками скла. Джіпапад найбільше постраждали міста Східного Самару, там повені досягли других поверхів будинків і розмили дороги, ізолюючи муніципалітет. Вонгфонг витіснив майже все населення міста. Двоє людей загинули в Сан-Полікарпо, де Вонгфонг спочатку вийшов на сушу, і в Орасі, Східний Самар. У Північному Самарі було зруйновано 2545 будинків і ще 10747 зазнали пошкоджень. Єдиний апарат для тестування на COVID-19 в Олбеї, який знаходився в діагностичній лабораторії Bicol, був виведений з ладу. Негода призвела до переміщення понад 127 900 жителів Східного Самару та майже 15 900 жителів Північного Самару. Бен Евардон, губернатор Східного Самару, назвав шторм «Йоланда-молодший». щодо масштабу збитків, завданих провінції. Через Вонгфонг було втрачено щонайменше 80 мільйонів рупій у регіоні Бікол. У Калабарзоні, Біколі та Східних Вісаях сукупний збиток сільському господарству оцінено в ₱185,83 млн; За оцінками, запобіжний збір урожаю перед приходом тайфуну зменшив шкоду рису та кукурудзі на 9 мільярдів фунтів стерлінгів. За даними NDRRMC, сільськогосподарський сектор країни отримав збитки на 1,04 мільярда ₱ (20,5 мільйона доларів США). Агентство підрахувало, що Вонгфонг пошкодив до 20 652 гектарів (51 032 акра) сільськогосподарських угідь. Дев'ять сіл у Булакані були затоплені 0,6–0,9 м (2–3 фути) паводкової води. Після шторму Міністерство сільського господарства виділило ₱700 мільйонів на швидку реабілітацію сільськогосподарського сектору в постраждалих районах. Щонайменше дві людини вважаються зниклими безвісти у Східному Самарі. За даними NDRRMC, 169 людей отримали поранення внаслідок шторму, а збиток оцінюється в ₱1,57 мільярда (31,1 мільйона доларів США) станом на 27 травня 2020 року. 18 травня C-130 був направлений у Катарман, Північний Самар, для роздачі продуктових наборів у Центральні та Східні Вісаї.

### Закріплення імені
Протягом сезону PAGASA оголосила, що ім’я Амбо буде вилучено зі списків імен після того, як цей тайфун завдав майже 1,57 мільярда фунтів стерлінгів збитків у країні. У січні 2021 року PAGASA обрала назву Агхон як заміну на сезон 2024 року.
Після сезону було оголошено, що ім'я Вонгфонг разом із чотирма іншими буде вилучено зі списків імен. Навесні 2022 року ВМО оголосила, що назва Пенха замінить Вонгфонг.